# Orphelinat de Béthléem à Reims

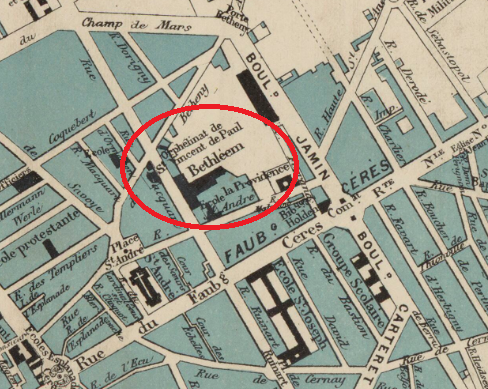
Orphelinat de Bethléem sur plan de la Ville de Reims gravé par Erhard.

L’orphelinat de Bethléem de Reims, en France, a été créé à l’initiative de l’abbé Charlier en 1837.
Il était installé rue Jacquart à Reims jusqu’à sa destruction par un incendie pendant la guerre 14-18.

## Histoire
Au début du XIXe siècle, à Reims comme dans les autres villes, les orphelins étaient confiés aux hospices.
Les enfants abandonnés étaient quant à eux placés chez des «nourriciers» dispersés dans les campagnes environnantes. Beaucoup ne survivaient pas.
L’abbé Charlier, souhaitant améliorer le sort des orphelins ouvre un orphelinat avec cinq enfants. Avec l’aide des notables de la ville, il ouvre en 1837, l’Orphelinat de Bethléem dans l’actuelle rue Jacquart.
Mais rapidement les fonds viennent à manquer. La construction des bâtiments commencée est interrompue. C’est grâce à l’appui de Thomas Gousset et à plusieurs souscriptions publiques ouvertes dans la presse que les travaux ont pu être terminés,.
En 1841, la Société civile de bienfaisance de Bethléem est créée, à partir de l’investissement foncier de l’abbé Charlier.
En 1857, le conseil général de la marne confia à l’abbé une quarantaine d’enfants supplémentaires qui reçurent un enseignement scolaire et apprirent un métier grâce au bourse départementales (ou bourse Napoléon).
Lors du renouvellement de la convention avec le conseil général de la marne, les délibérations en date du 21 novembre 1881, du conseil de la Société civile de bienfaisance de Bethléem précise que l’accueil sera réservé exclusivement aux orphelins de père et de mère et être de religion catholique.
Alors qu’il accueillait près de 150 enfants, l’orphelinat installé rue Jacquart à Reims, a été détruit par un incendie pendant la guerre 14-18.
Jamais reconstruit, les garçons orphelins furent accueillis par les religieuses de Saint-Vincent-de-Paul de la rue Féry.
Alors que cette congrégation des religieuses quitte Reims en 1966, une association de type loi 1901 est créé et assure la suite de la prise en charge des orphelins.
L’association du Foyer d’enfants Bethléem – Saint-Rémi prendra le nom de «Foyer Saint-Rémi» en 1974.

## L’abbé Charlier
L’abbé Charlier est né le 15 septembre 1804 à Flaignes-les-Oliviers, ancienne commune dans le département des Ardennes.
Prêtre, il faut curé de Bétheny et aumônier de l'hôtel-Dieu de Reims.
Il meurt le 19 décembre 1868, et la ville de Reims décide, en raison de son action, de lui offrir une concession perpétuelle dans le canton 9 du cimetière du Nord de Reims.